# Wyszonki-Wojciechy
Wyszonki-Wojciechy – wieś w Polsce położona w województwie podlaskim, w powiecie wysokomazowieckim, w gminie Klukowo.
W latach 1975–1998 miejscowość administracyjnie należała do województwa łomżyńskiego.
Wierni kościoła rzymskokatolickiego należą do parafii Narodzenia NMP w Wyszonkach Kościelnych.

## Historia
Wieś założona przez Wojciecha, prawdopodobnie syna Ścibora z Sąchocina, w obrębie okolicy szlacheckiej Wyszonki. Potomkowie Wojciecha przyjęli nazwisko Wyszyńscy herbu Grabie, lecz przez wiele lat podpisywali się jako Jałbrzyk Wyszyńscy.
W okresie I Rzeczypospolitej wieś położona była na ziemi bielskiej w województwie podlaskim. W roku 1827 w Wyszonkach-Wojciechach było 9 domów i 75 mieszkańców. W XIX w. istniały tu dobra ziemskie o powierzchni 616 morgów. Podczas uwłaszczenia miejscowi chłopi uzyskali 63 morgi ziemi, na której powstało 29 gospodarstw. Folwark w 1886 roku liczył 616 morgów, w tym 435 morgów gruntów ornych i 90 lasu.
W 1921:
- we wsi istniało 13 domów i 97 mieszkańców (w tym 2 prawosławnych)
- w folwarku istniały 4 domy i 76 mieszkańców (1 prawosławny). Właścicielem folwarku (149 ha) Władysław Kurcyna[8]